# Рубель Амалія
Ама́лія Модрицька, у шлюбі Ру́бель (7 березня 1887, Дрогобич—1967) — українська вчителька і громадська діячка жіночого руху. Довголітня голова філій Союзу Українок у Дрогобичі і Станиславі, член Головної Управи Об'єднання Українських Жінок у Німеччині (1947–1949), секретарка СФУЖО (1957–1959). За її словами, «усе свідоме громадянство покинуло місто і край» перед приходом «других совітів» у 1944 році.
Народилася 7 березня 1887 року в передмісті Дрогобича Завіжне в родині селян Антона і Катерини (до шлюбу Гуняк). Була у шлюбі з Іваном Рубелем.